# Aron Schmidhuber
Pour les articles homonymes, voir Schmidhuber.
Aron Schmidhuber (né le 28 février 1947 à Ottobrunn) est un ancien arbitre allemand de football.
A la CM 90 Hidalgo aux commentaires sur France tv avait lancé un fameux " schmidubeurre dans mes épinards !!!

## Carrière
Il a officié dans des compétitions majeures : 
- Coupe du monde de football des moins de 20 ans 1989 (3 matchs dont la finale)
- Coupe UEFA 1989-1990 (finale retour)
- Coupe du monde de football de 1990 (2 matchs)
- Coupe d'Allemagne de football 1990-1991 (finale)
- Coupe des clubs champions européens 1991-1992 (finale)
- Euro 1992 (1 match)